# Prague Challenger 1991
Il Prague Challenger 1991 è stato un torneo di tennis facente parte della categoria ATP Challenger Series nell'ambito dell'ATP Challenger Series 1991. Il torneo si è giocato a Praga in Repubblica Ceca dal 29 aprile al 5 maggio 1991 su campi in terra rossa.

## Vincitori

### Singolare
Jan Kodeš Jr. ha battuto in finale  Thomas Enqvist con il punteggio di 5–7, 6–4, 6–1

### Doppio
Steve DeVries /  Richard Vogel hanno battuto in finale  Martin Damm /  David Rikl con il punteggio di 2–6, 6–1, 6–4